# Psilodens tenuis
Psilodens tenuis is een schildvoetigensoort uit de familie van de Limifossoridae. De wetenschappelijke naam van de soort is voor het eerst geldig gepubliceerd in 1977 door Salvini-Plawen.